# Fronthaus
Das Fronthaus war ein von Clemens Holzmeister geplanter, 1937 begonnener, aber letztlich nicht fertiggestellter Prestige- und Repräsentativbau der Vaterländischen Front als Abschluss des Minoritenplatzes und Ballhausplatzes in Wien.

## Hintergrund
Der Bau eines allgemeinen Verwaltungs- und Repräsentativbaus der Vaterländischen Front wurde durch die Bauten in verwandten politischen Systemen gerechtfertigt (wie die faschistischen Parteibauten in Italien oder die Reichskanzlei in Berlin) und sollte als Prestigeprojekt zur Legitimation und Repräsentation des Regimes des Ständestaats in der Nähe des Bundeskanzleramtes errichtet werden. Die Platzgestaltung fiel aber weit hinter die Dimensionen der geplanten Bauten in Rom und Berlin zurück.
Das Fronthaus sollte die Teilvereinigungen („VF-Werke“) Österreichisches Jungvolk (ÖJV) und Neues Leben (NL, die kulturelle Freizeitorganisation der Vaterländischen Front) sowie das Generalsekretariat unter einem Dach zusammenführen. Die Ausschreibung eines öffentlichen Wettbewerbes durch die Zentralvereinigung der Architekten Österreichs wurde von der Vaterländischen Front abgelehnt und die zentrale Entscheidung für das Projekt in Eigenregie durchgeführt. Clemens Holzmeister wurde mit der Planung und Durchführung beauftragt.

## Architektur
Das Fronthaus sollte den Minoritenplatz schließen und sich in Bauhöhe, Dimensionierung und Formensprache an die flankierenden Bauten Bundeskanzleramt und Hofburg anpassen. Nur der Mittelrisalit zum Ballhausplatz mit dem monumentalen Haupteingang war um sechs Meter höher geplant. Dieses symbolische Zentrum des Bauwerkes war mit kleinen Balkonen vor neun Hauptfenstern der Repräsentationsräume ausgestaltet. An den Balkonen sollten die Wappen der Bundesländer angebracht werden. Ein monumentaler Fries unter dem Kranzgesims sollte mit einem steinernen Kruckenkreuz und dem Doppeladler mit Bundeswappen in Bronze verziert werden. Auf den Seiten des Mittelrisalits sollten die Symbole der acht Stände (Berufsgruppen) angebracht werden. Neben dem Haupteingang vom Ballhausplatz her waren zwei reichlich ausgestaltete monumentale Nebeneingänge vorgesehen.
Im Inneren des Fronthauses sollten ein Sitzungssaal für 600 bis 800 Personen und weitere Repräsentations- und Sitzungsräume entstehen.
Auf einer Grundfläche von 3600 m² sollen 2200 m² verbaut werden, das Bauwerk soll zwei Stockwerke unter und fünf ober der Erde aufweisen, die Kubatur insgesamt 118.000 m³ betragen.

## Finanzierung
Durch ein Bundesgesetz des Bundesministeriums für Finanzen wurden die Baugrundstücke in das Eigentum der Vaterländischen Front übertragen. Das Bauwerk selbst sollte aber dem Bund gehören und so bisherige Mietkosten in anderen Verwaltungsgebäuden eingespart werden, was als Einsparungseffekt propagiert wurde.
Die Finanzierung sollte hauptsächlich über eine Spendensammlung im sogenannten Frontarbeitsopfer erreicht werden. Das Spenden war nicht ganz freiwillig: Menschen, die Spenden verweigerten, und Unternehmen, die nur kleine Beträge spendeten, wurden zurechtgewiesen. Teilweise waren auf den Spendenlisten von Unternehmen einzelne Zahlungsunwillige kenntlich gemacht und teilweise schickten die Firmen Gesamtspendenlisten, die die Beiträge Einzelner verschleierten.
Im April 1937 wurden 8.470.000 Schilling Gesamtkosten für die Errichtung des Gebäudes veranschlagt, dem standen im Juli 1937 nur Einnahmen von 430.000 Schilling aus dem Frontarbeitsopfer gegenüber. Eine eigens für den Fronthausbau initiierte Lotterie sollte zusätzlich Geld einspielen.
Eine allgemeine Spendenaktion sollte den Bau durch eine scheinbare Massenbasis ermöglichen und so für eine emotionale Bindung sorgen. Außerdem konnte dadurch die schlechte finanzielle Situation der Vaterländischen Front verschleiert werden.

## Grundsteinlegung
Am 24. Juli 1937 erfolgte die Grundsteinlegung durch Frontführer Bundeskanzler Doktor Kurt Schuschnigg. Der monumentale Grundstein (2200 kg) bestand aus Poschacher Granit aus dem Werk Plöcking, die Urkunde aus Kalbspergament wurde von Architekt Otto Hurm beschriftet. In den Grundstein wurden Kassetten mit 2 bis 3 kg Erde von für die Österreichidentität wichtigen, symbolisch und ideologisch besetzten Orten versenkt. Die Erde stammte vom Haydngrab in Eisenstadt, dem Herzogstuhl in Maria Saal, dem Dollfuß-Geburtshaus in Niederösterreich, dem Linzer Landhaus, von der Festung Hohensalzburg, dem Schloßbergturm in Graz, dem Andreas-Hofer-Denkmal am Bergisel, dem Pfändergipfel in Vorarlberg, sowie dem Kahlenberg und dem Dollfuß-Grab am Hietzinger Friedhof.
Die Grundsteinlegung geriet durch den Massenaufmarsch der Teilorganisationen der Vaterländischen Front zu einer Propagandaveranstaltung.

## Ausführung
Am 19. August 1937 wurde mit den Aushubarbeiten begonnen. Bei der Anwerbung der Arbeitskräfte wurde vor allem auf deren politische Gesinnung geachtet, Kommunisten und Sozialdemokraten sollte keinen Einblick in die Baupläne erhalten, da Sabotageakte befürchtet wurden.
Der Rohbau war bis zum Keller vorangeschritten, als er von der NS-Verwaltung nach dem Anschluss 1938 zurückgestellt wurde. Unter NS-Verwaltung wurde 1939 die Weiterführung der Baustelle als Gebäude des Reichsnährstandes der Landesbauernschaft Donauland geplant.

## Jetzige Situation

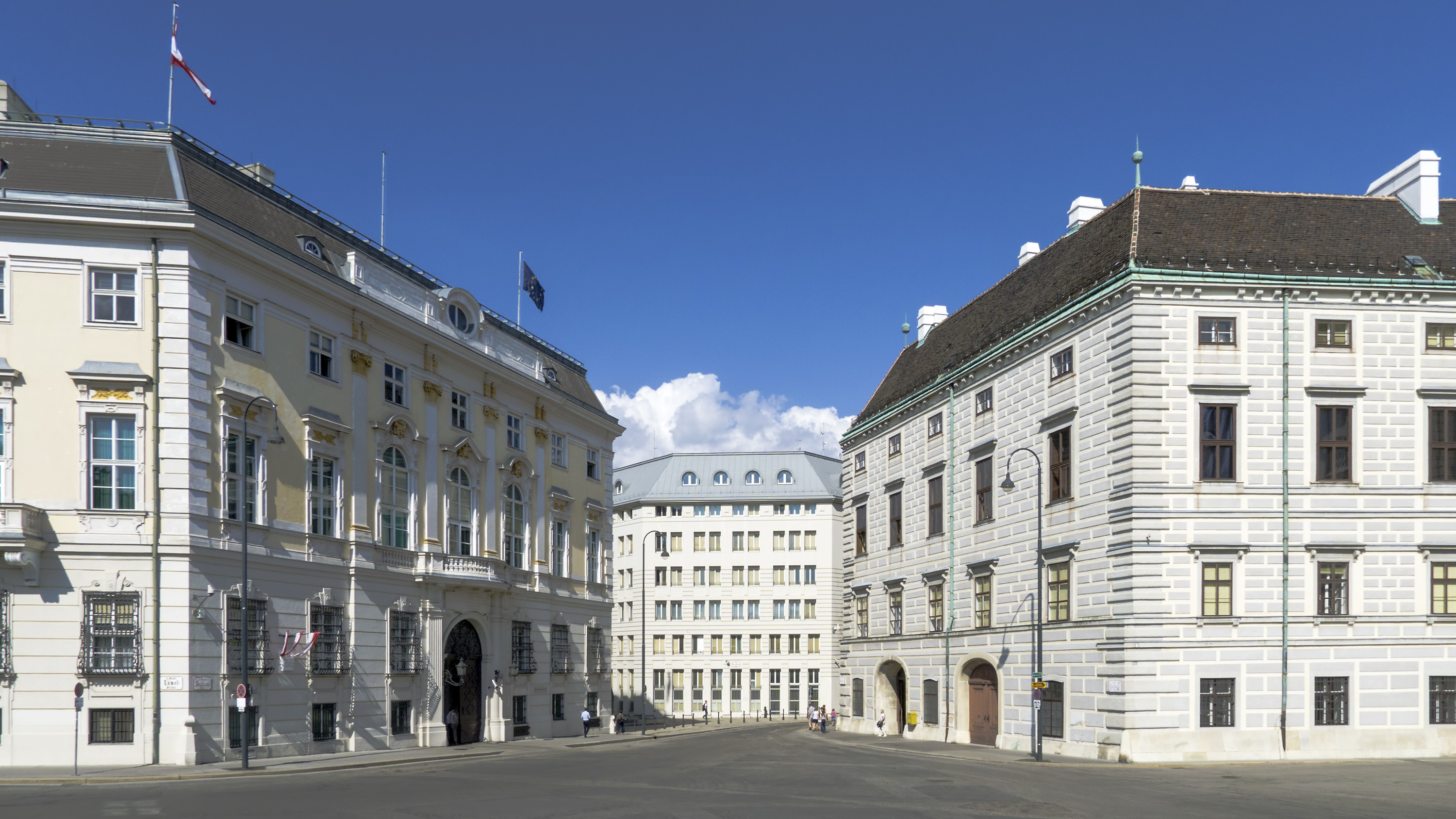
Blick über den Ballhausplatz mit dem Bundesamtsgebäude Ballhausplatz 3 in der Mitte, das an Stelle des nicht realisierten Fronthauses errichtet wurde

Auf dem Bauplatz wurde von 1982 bis 1986 das Bundesamtsgebäude Ballhausplatz 3 errichtet, geplant von den Architekten Alexander Marchart und Roland Moebius. Es hat die Adressen Minoritenplatz 9 / Bruno-Kreisky-Gasse 1 / Schauflergasse 8 und seinen Haupteingang am Minoritenplatz.

## Quelle
- Andreas Suttner: Das schwarze Wien. Bautätigkeit im Ständestaat 1934–1938. Böhlau, Wien 2017, ISBN 978-3-205-20292-9, S. 188–192 (oapen.org [abgerufen am 15. Februar 2019]).